# Christiaan van Brunswijk-Wolfenbüttel
Christiaan van Brunswijk-Wolfenbüttel (Gröningen, 20 september 1599 – Wolfenbüttel, 16 juni 1626) was hertog van Brunswijk en Lüneburg en een militaire leider in de strijd tegen de Habsburgers en de Katholieke Liga tijdens de Dertigjarige Oorlog. 

## Leven
Christian werd geboren in Gröningen (in het huidige Saksen-Anhalt) als derde zoon van Hendrik Julius van Brunswijk-Wolfenbüttel. Na zijn vaders dood werd hij opgevoed door zijn oom koning Christiaan IV van Denemarken en studeerde hij aan de Universiteit van Helmstedt. Na de dood in 1616 van zijn broer Rudolf, de bisschop van Halberstadt, werd hij verkozen tot zijn opvolger als lutherse beheerder van het prinsbisdom Halberstadt. Deze positie leverde hem de nodige financiën op om een militaire carrière te beginnen. 
In 1621 toegetreden tot het protestantse leger van prins Maurits van Oranje, vocht hij in de Nederlanden tegen het Spaanse leger. Later richtte hij zijn eigen leger op en nam hij deel aan drie belangrijke veldslagen: de Slag bij Höchst (1622), de Slag bij Fleurus (1622) en de Slag bij Stadtlohn (1623). Tijdens de laatste gebruikte Christiaan Bredevoort als uitvalsbasis, waarmee hij enige Staatse steun genoot. Hij nam deel aan een aantal plunderingen en brandschattingen langs de Frans-Duitse grens en door heel de Nederlanden. Het grote succes van Christiaan van Brunswijk was in Fleurus, waar zijn acties direct hebben geleid tot het ontzet van het protestantse bolwerk Bergen op Zoom. Christiaan van Brunswijk was een liefhebber van cavalerie-oorlogvoering. Hij had daarbij een slechte reputatie voor wreedheid en geweld, vooral tegen de Rooms-Katholieke Kerk. Zijn katholieke tegenstanders noemden hem Dolle Hertog, vanwege zijn excessen in de oorlog. Dit is betwist en wordt door sommigen beschouwd als een onterechte benoeming. Christiaan stierf kinderloos aan verwondingen die hij had opgelopen in de strijd.

## Voorouders
| Overgrootouders                                   | Hendrik II van Brunswijk-Wolfenbüttel (1489-1568) ∞ Maria van Württemberg (1496-1541)         | Hendrik II van Brunswijk-Wolfenbüttel (1489-1568) ∞ Maria van Württemberg (1496-1541)         | Joachim II Hector van Brandenburg (1505-1571) ∞ Hedwig van Polen (1513-1573)                  | Joachim II Hector van Brandenburg (1505-1571) ∞ Hedwig van Polen (1513-1573)                  | Christiaan III van Denemarken (1503-1559) ∞ 1525 Dorothea van Saksen-Lauenburg (1511-1571)    | Christiaan III van Denemarken (1503-1559) ∞ 1525 Dorothea van Saksen-Lauenburg (1511-1571)    | Ulrich van Mecklenburg-Güstrow (1527-1603) ∞ Elisabeth van Denemarken                         | Ulrich van Mecklenburg-Güstrow (1527-1603) ∞ Elisabeth van Denemarken                         | Ulrich van Mecklenburg-Güstrow (1527-1603) ∞ Elisabeth van Denemarken | Ulrich van Mecklenburg-Güstrow (1527-1603) ∞ Elisabeth van Denemarken |
| Grootouders                                       | Julius van Brunswijk-Wolfenbüttel (1529-1589) ∞ Hedwig van Brandenburg (1540-1602)            | Julius van Brunswijk-Wolfenbüttel (1529-1589) ∞ Hedwig van Brandenburg (1540-1602)            | Julius van Brunswijk-Wolfenbüttel (1529-1589) ∞ Hedwig van Brandenburg (1540-1602)            | Julius van Brunswijk-Wolfenbüttel (1529-1589) ∞ Hedwig van Brandenburg (1540-1602)            | Frederik II van Denemarken (1534-1588) ∞ 1572 Sophia van Mecklenburg-Güstrow (1557-1631)      | Frederik II van Denemarken (1534-1588) ∞ 1572 Sophia van Mecklenburg-Güstrow (1557-1631)      | Frederik II van Denemarken (1534-1588) ∞ 1572 Sophia van Mecklenburg-Güstrow (1557-1631)      | Frederik II van Denemarken (1534-1588) ∞ 1572 Sophia van Mecklenburg-Güstrow (1557-1631)      |                                                                       |                                                                       |
| Ouders                                            | Hendrik Julius van Brunswijk-Wolfenbüttel (1564-1613) ∞ Elisabeth van Denemarken (1573-1625), | Hendrik Julius van Brunswijk-Wolfenbüttel (1564-1613) ∞ Elisabeth van Denemarken (1573-1625), | Hendrik Julius van Brunswijk-Wolfenbüttel (1564-1613) ∞ Elisabeth van Denemarken (1573-1625), | Hendrik Julius van Brunswijk-Wolfenbüttel (1564-1613) ∞ Elisabeth van Denemarken (1573-1625), | Hendrik Julius van Brunswijk-Wolfenbüttel (1564-1613) ∞ Elisabeth van Denemarken (1573-1625), | Hendrik Julius van Brunswijk-Wolfenbüttel (1564-1613) ∞ Elisabeth van Denemarken (1573-1625), | Hendrik Julius van Brunswijk-Wolfenbüttel (1564-1613) ∞ Elisabeth van Denemarken (1573-1625), | Hendrik Julius van Brunswijk-Wolfenbüttel (1564-1613) ∞ Elisabeth van Denemarken (1573-1625), |                                                                       |                                                                       |
| Christiaan van Brunswijk-Wolfenbüttel (1599-1626) |                                                                                               |                                                                                               |                                                                                               |                                                                                               |                                                                                               |                                                                                               |                                                                                               |                                                                                               |                                                                       |                                                                       |